# Helicopsis
Die Gattung Helicopsis, auch Heideschnecken genannt, gehört zur Familie der Geomitridae in der Ordnung der Landlungenschnecken (Stylommatophora). Die Arten der Gattung Helicopsis sind kleine Landschnecken, die sich – soweit bekannt – vorwiegend von abgestorbenen Pflanzen, Flechten und ähnlichem ernähren.

## Merkmale
Die rechtsgewundenen Gehäuse sind 4,5 bis 11 mm hoch und 7 bis 18 mm breit (= Durchmesser). Sie sind gedrückt-rundlich, kegelförmig-rundlich bis fast flach und weisen 4,5 bis 6 konvex gewölbten Windungen auf. Die letzte Windung kann in der Form gegenüber den vorigen Windungen abweichen. Sie sind überwiegend weißlich oder mit einigen, unterschiedlich ausgebildeten, dunklen Bändern. Das Embryonalgehäuse ist dagegen schwarz oder dunkelbraun und glatt. Die postembryonalen Windungen sind fast glatt, leicht gestreift oder leicht gerippt. Die Mündung ist annähernd rund und steht nur leicht schief zur Windungsachse. Der Nabel kann eng bis breit sein.
Im Geschlechtsapparat ist der Zwittergang von der Geschlechtsdrüse einfach. Der Penis ist dick mit einem Epiphallus und einem Flagellum. Der Übergang von Epiphallus und Flagellum ist durch den Eintritt des Samenleiters markiert. Der Samenleiter ist mit dem Penis und Epiphallus durch ein Häutchen verbunden. Das Flagellum ist ungefähr 2- bis 4-mal kürzer als der Epiphallus. Der (eingestülpte) Penis hat im Inneren eine stabförmige, konisch zulaufende Struktur ("Verge"). Der freie Eileiter ist 2- bis 3-mal kürzer als die Vagina. Die Vagina besitzt innen deutliche, längliche Falten. Die an der Vagina ansetzenden 2 bis 4 Schleimdrüsen besteht jeweils aus 1 bis 4 Armen. Der Stiel der Samenblase ist zylindrisch, die vergleichsweise große Samenblase liegt dem Eisamenleiter auf. Es sind vier jeweils paarig angeordnete Pfeilsäcke vorhanden, von denen aber zwei, die beiden äußeren, meist deutlich größeren Pfeilsäcke Liebespfeile enthalten.

## Geographische Verbreitung
Die Arten der Gattung Helicopsis kommen von Nordeuropa, Mitteleuropa, Südeuropa über den Balkan bis Kleinasien und dem Nahen Osten bis in den Iran vor.

## Lebensräume und Biologie
Der deutsche Name Heideschnecke deutet bereits auf das Vorkommen in meist trockenen Lebensräumen wie Steppen oder Trockenrasen hin. In Mittel- und Nordeuropa sind viele der Vorkommen Relikte aus der letzten Eiszeit, als hier großflächig Steppenvegetation vorherrschte.

## Taxonomie
Viele der Arten sind sich äußerlich sehr ähnlich und anhand der Gehäuse oft nicht sicher voneinander (oder sogar von Arten aus anderen Gattungen wie z. B. Trochoidea) zu unterscheiden. Eine sichere Unterscheidung kann nur anhand anatomischer Merkmale oder Sequenzierung der DNA erfolgen. Eine umfassende, aktuelle Bearbeitung der Gattung unter Einbeziehung anatomischer Merkmale, DNA-Sequenzierung oder mtRNA-Untersuchungen liegt derzeit aber noch nicht vor.
Derzeit umfasst die Gattung Helicopsis folgende Arten:
- Helicopsis aelleni (Hausdorf, 1996)[3]
- Helicopsis arenosa (Krynicki, 1836)[4]
- Helicopsis cereoflava (Bielz, 1851)[5]
- Helicopsis conopsis (Morelet, 1876)[6]
- Helicopsis cypriola (Westerlund, 1889)[7]
- Helicopsis depulsa (Pintér, 1969)[8]
- Helicopsis filimargo (Krynicki, 1833)[9]
- Helicopsis gittenbergeri (Hausdorf, 1990)[10]
- Helicopsis instabilis (Rossmässler, 1838)[11]
  - Helicopsis instabilis (Rossmässler, 1838)
  - Helicopsis instabilis jachnoi Clessin, 1887
- Helicopsis luganica Gural-Sverlova, 2010
- Helicopsis martynovi Gural-Sverlova, 2010
- Helicopsis paulhessei (Lindholm, 1936)[12]
- Helicopsis retowskii (Clessin, 1883)[13]
- Helicopsis striata (O. F. Müller, 1774) – die Typus-Art[14]
  - Helicopsis striata striata (O. F. Müller, 1774)
  - Helicopsis striata austriaca Gittenberger, 1969
  - Helicopsis striata hungarica (Soos & H. Wagner, 1935)
- Helicopsis subcalcarata (Naegele, 1903)[15]
  - Helicopsis subcalcarata (Naegele, 1903)
  - Helicopsis subcalcarata neuberti Hausdorf, 1990
- Helicopsis subfilimargo Gural-Sverlova, 2010
- Helicopsis turcica (Holten, 1802)[16]

Die Stellung der Gattung ist bzw. war umstritten. Alfred Zilch stellte sie in die Unterfamilie Helicellinae innerhalb der Familie Hygromiidae, dann wurde sie in die Unterfamilie Hygromiinae transferiert. Schileyko stufte die Helicellinae auf den Rang einer Tribus herab und stellt die Tribus Helicellini in die Unterfamilie Trochulinae innerhalb der Familie Hygromiidae. Bouchet & Rocroi stellen die Tribus Helicellini in der Unterfamilie Hygromiinae, Familie Hygromiidae. Sie geben keine Gattungen an. CLECOM stellt die Gattung Helicopsis in die Tribus Trochulini (Unterfamilie Hygromiinae). Die Fauna Europaea benutzt statt des Namens Trochulini den Tribusnamen Trichiini. Der Name Trichiini ist ungültig, da die Typusgattung ein jüngeres Homonym ist. Ein Antrag auf Konservierung des Namens bei gleichzeitiger Emendation zu Trichianae wurde von der Internationalen Kommission für Zoologische Nomenklatur abgelehnt. Aktuell wird die Gattung Helicopsis wieder in das zur Unterfamilie hochgestufte Taxon Helicellinae gestellt, hier Tribus Helicopsini; die Unterfamilie Helicellinae wird nun aber in die Familie Geomitridae gestellt.

## Belege

## Anmerkung
1. ↑  Der deutsche Trivialname ist mehrdeutig, da früher auch die Unterfamilie/Tribus Helicellinae/Helicellini als Heideschnecken bezeichnet wurde. Auch die Arten der Gattungen Helicella und Xerocrassa werden als Heideschnecken bezeichnet.